# Nyálkásfejűek
A nyálkásfejűek vagy nyálkásfejűhal-alakúak (Beryciformes) a csontos halak (Osteichthyes) főosztályának sugarasúszójú halak (Actinopterygii) osztályába tartozó rend.

## Rendszerezésük
A rendbe az alábbi 3 alrend és 7 család tartozik:
- Berycoidei alrendbe 1 család tartozik
  - Nyálkásfejűhal-félék (Berycidae)

- Holocentroidei alrendbe 1 család tartozik
  - Mókushalfélék (Holocentridae)

- Trachichthyoidei alrendbe 5 család tartozik
  - Lámpáshalak (Anomalopidae)
  - Anoplogastridae
  - Diretmidae
  - Tobozhalak (Monocentridae)
  - Trachichthyidae